# Woonboulevard Heerlen

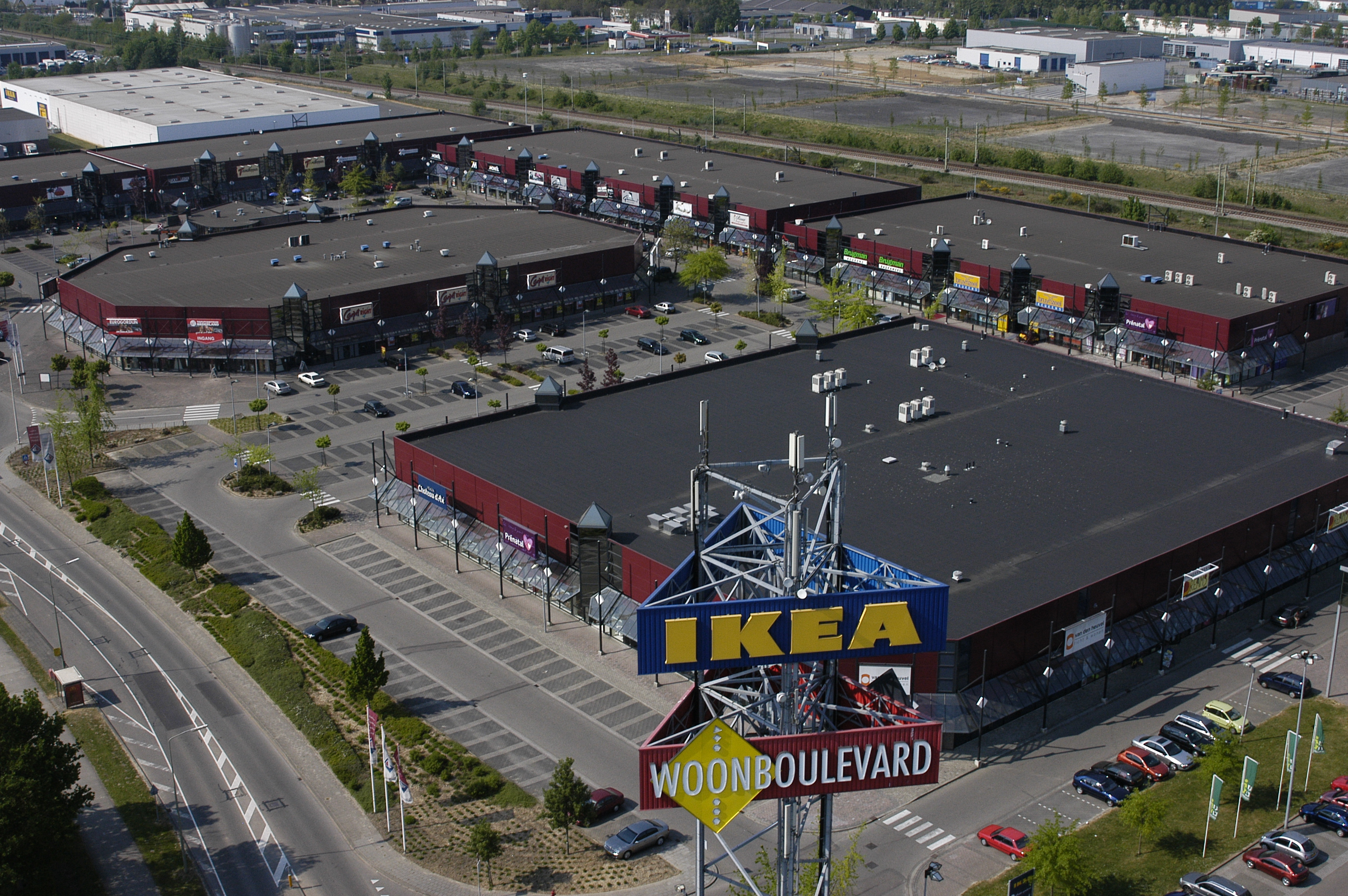
Luchtfoto van een klein deel van de woonboulevard.

De Woonboulevard Heerlen is een woonboulevard gevestigd in de Limburgse stad Heerlen.
Woonboulevard Heerlen heeft winkels op gebied van wonen, woninginrichting en diverse restaurants en cafés. Het winkelcentrum beschikt over ruim 50 winkels en 3500 eigen parkeerplaatsen. In totaal hebben de bedrijven bijna 1000 werknemers. De woonboulevard is in 1991 met 40.000 m² gestart. Het was destijds de eerste in zijn soort in Limburg.
Met de komst van IKEA en uitbreidingen van andere winkels, onder andere in 2004, is de oppervlakte uitgegroeid tot 120.000 m². De woonboulevard ligt direct aan de N281 en A76. In 2010 is er net naast de woonboulevard een treinstation, Station Heerlen Woonboulevard, gerealiseerd.
De woonboulevard is een onderdeel van Stichting Parkstad Attractief.